# Jim Paronto
James F. Paronto (Grand Junction, Colorado, 1943. április 25. – Grand Junction, Colorado, 2023. december 11.) amerikai amerikaifutball-játékos és -edző, baseballozó. 1977 és 1980 között az Adams State Indians, 1990 és 1993 között pedig a Mesa State Mavericks amerikaifutball-vezetőedzője volt. Fia Kris Parontho író, üzletember.

## Játékosként
Az Adams State Indians baseballozója, valamint az amerikaifutball-csapat quarterbackje volt; 1965-ben utóbbi kapitánya lett. Elnyerte az All-America és az All-Conference elismeréseket. 1966-ban szerzett diplomát.

## Edzőként
1973 és 1976 között az Adams State Indians védőkoordinátora, 1977 és 1980 között pedig vezetőedzője; 1974-ben a NAIA körzeti év edzőjének választották. 1990 és 1993 között a Mesa State Mavericks vezetőedzői pozícióját töltötte be; a csapat 1990-ben konferenciabajnok lett.
Korábban a BYU Cougars és az Oregon State Beavers edzőhelyettese volt.

## Koordinátorként
2003 júliusában a Mountain West Conference baseball-játékvezetői koordinátorává nevezték ki, emellett a Western Athletic Conference munkatársa és az NCAA szabályírói titkára volt. Különböző pozíciókban tizenöt National Junior College World Seriesen vett részt.

## Eredményei vezetőedzőként
| Év                                                        | Eredmény                                                 | Eredmény                                                 | Helyezés                                                 |
| Év                                                        | Összesített                                              | Konferencia                                              | Helyezés                                                 |
| Adams State Indians (Rocky Mountain Athletic Conference)  | Adams State Indians (Rocky Mountain Athletic Conference) | Adams State Indians (Rocky Mountain Athletic Conference) | Adams State Indians (Rocky Mountain Athletic Conference) |
| --------------------------------------------------------- | -------------------------------------------------------- | -------------------------------------------------------- | -------------------------------------------------------- |
| 1977                                                      | 3–7                                                      | 3–6                                                      | 6.                                                       |
| 1978                                                      | 6–4                                                      | 5–3                                                      | T-2.                                                     |
| 1979                                                      | 5–5                                                      | 4–4                                                      | T-4.                                                     |
| 1980                                                      | 8–3                                                      | 7–1                                                      | T-1.                                                     |
| Eredmény:                                                 | 22–19                                                    | 19–14                                                    | –                                                        |
| Mesa State Mavericks (Rocky Mountain Athletic Conference) |                                                          |                                                          |                                                          |
| 1990 (NAIA bajnokság)                                     | 8–4                                                      | 4–10                                                     | 1.                                                       |
| 1991                                                      | 3–7                                                      | 3–3                                                      | T-3.                                                     |
| 1992                                                      | 3–8                                                      | 3–4                                                      | 5.                                                       |
| 1993                                                      | 5–5                                                      | 5–2                                                      | T-2.                                                     |
| Eredmény:                                                 | 19–24                                                    | 5–9                                                      | –                                                        |
| Összesen:                                                 | 41–43                                                    | –                                                        | –                                                        |
| Jelmagyarázat: Konferenciabajnok                          |                                                          |                                                          |                                                          |

## Fordítás
- Ez a szócikk részben vagy egészben  a   Jim Paronto című angol Wikipédia-szócikk ezen változatának fordításán alapul.  Az eredeti cikk szerkesztőit annak laptörténete sorolja fel. Ez a jelzés csupán a megfogalmazás eredetét és a szerzői jogokat jelzi, nem szolgál a cikkben szereplő információk forrásmegjelöléseként.